# هاشیموتو سانه‌یانا
هاشیموتو سانه‌یانا (به ژاپنی: 橋本実梁)؛ ۱۸۳۴ – ۱۶ سپتامبر ۱۸۸۵) پسر هاشیموتو سانه‌آکیرا رابط دربار ژاپن در زمان شوگون‌سالاری توکوگاوا در خدمت امپراتور کومی و امپراتور میجی در اواخر دوره ادو و سیاست‌مدار اهل ژاپن بود.